# 마디 크리스찬즈
마디 크리스찬즈(Mady Christians, 1892년 1월 19일 ~ 1951년 10월 28일)는 오스트리아의 배우, 연극 배우, 영화 배우이다.

## 영화
- 미지의 여인에게서 온 편지 (1948년)
- 하이디 (1937년)
- 7번째 하늘 (1937년)
- 컴 앤 겟 잇 (1936년)
- 미카엘 (1924년)
- 더 러브스 오브 파라오 (1922년)